# Hökhuvuds socken
Hökhuvuds socken i Uppland ingick i Frösåkers härad, uppgick 1957 i Östhammars stad och området ingår sedan 1971 i Östhammars kommun och motsvarar från 2016 Hökhuvuds distrikt.
Socknens areal är 114,7 kvadratkilometer, varav 109,02 land. År 2000 fanns här 610 invånare.  Kyrkbyn Hökhuvud med sockenkyrkan Hökhuvuds kyrka ligger i socknen.  

## Administrativ historik
Socknen har medeltida ursprung. 24 maj 1889 övergick sockendelen Sandby åtting från Uppsala län till Stockholms län.
Vid kommunreformen 1862 övergick socknens ansvar för de kyrkliga frågorna till Hökhuvuds församling och för de borgerliga frågorna till Hökhuvuds landskommun. Landskommunen inkorporerades 1952 i Frösåkers landskommun som 1967 uppgick i Östhammars stad som 1971 ombildades till Östhammars kommun, då också området övergick från Stockholms län till Uppsala län. Församlingen uppgick 2014 i Skäfthammar-Hökhuvuds församling. 
1 januari 2016 inrättades distriktet Hökhuvud, med samma omfattning som församlingen hade 1999/2000.  
Socknen har tillhört län, fögderier, tingslag och domsagor enligt vad som beskrivs i artikeln Frösåkers härad. De indelta soldaterna tillhörde Livregementets dragonkår, Roslags skvadron/Uppsala skvadron. De indelta båtsmännen tillhörde Norra Roslags 1:a båtsmanskompani.
Hökhuvuds socken (Medeltid) - Omfattning: Hökhuvuds kyrksocken omfattade i medeltids- och UH-materialet den nuvarande socknen (1950) och räknades till ”Frösåkers härads prosteri”. I administrativt hänseende var den delad så, att området väster om Olandsån (byarna Borggårde, Folkmora, Hanunda, Lysta, Roddarne, Sandby och Älgmora, vilka tillsammans med Skäfthammars socken utgjorde ”Sandby åtting”) hörde till ”Olands härad” medan den övriga delen räknades till Roden och ”Frösåkers härad”. Sockendelen väster om ån överfördes år 1716 i kameralt hänseende till Frösåkers härad. Först 1889 förenades de två sockendelarna i jordeboken. 
Gruvdrift: 1552-56 omtalas bergsbruk vid ”Hökhuvuds berg”, varav en del silver utvanns. Vad ”Hökhuvuds berg” exakt avser har inte kunnat fastställas men brytningen har förmodligen skett på något plats mellan Borggårde, där silverhaltig malm finns (FHÅ 2, sid 38) och Sandby, som blev förläggning för gruvdrängarna (GR 23, sid 39). Även prästgården togs i anspråk för bergsbruket och blev säte för fogden vid ”Hökhuvuds gård”. 1552 uppmanade kungen prästen att lämna prästgården och söka sig en annan gård i sitt annex. 1556 skrev han att ”Hökhuvuds gård” skulle bli en avelsgård. Räkenskaper för gården finns bevarade för år 1552-56. 
(GR = Konung Gustaf I:s registratur 1-29, utg genom V Granlund m.fl. (Sthlm 1861-1916)
(FHÅ = Frösåkers hembygdsförenings årsskrift (1929-34/37)
(UH = Upplands handlingar,  i KA (Kammararkivet) från 1922 ingående i Riksarkivet.)
(DS = Diplomatarium Suecanum , utg av J G Liljegren m.fl. I-VI, VIII:1-3, IX:1, X:1, Sthlm 1829-1970)

## Geografi
Hökhuvuds socken ligger sydväst om Östhammar kring Olandsån och med norra delen av Gimo damm i sydväst. Socknen är en småkuperad mossrik skogsbygd med odlingsbygd i ådalen.
Vandringsleden Upplandsleden går genom södra delen av socknen. Där går även länsväg 292. Även länsväg 288 korsar socknen, liksom Dannemora-Harg Järnväg (DHJ).
Inom socknen ligger byarna Ånö, Väddika samt Uppskedika.

## Fornlämningar
Från järnåldern finns omkring 20 gravfält, där en stor gravhög är Tore Höks hög. Tre runristningar är funna.

## Namnet
Namnet skrevs 1316 Høkhouut kommer från kyrkbyn och innehåller hök och huvud. Namnet avsåg troligen ursprungligen den bergknalle på vars krön Tore Höks hög ligger.